# 1997 na arte

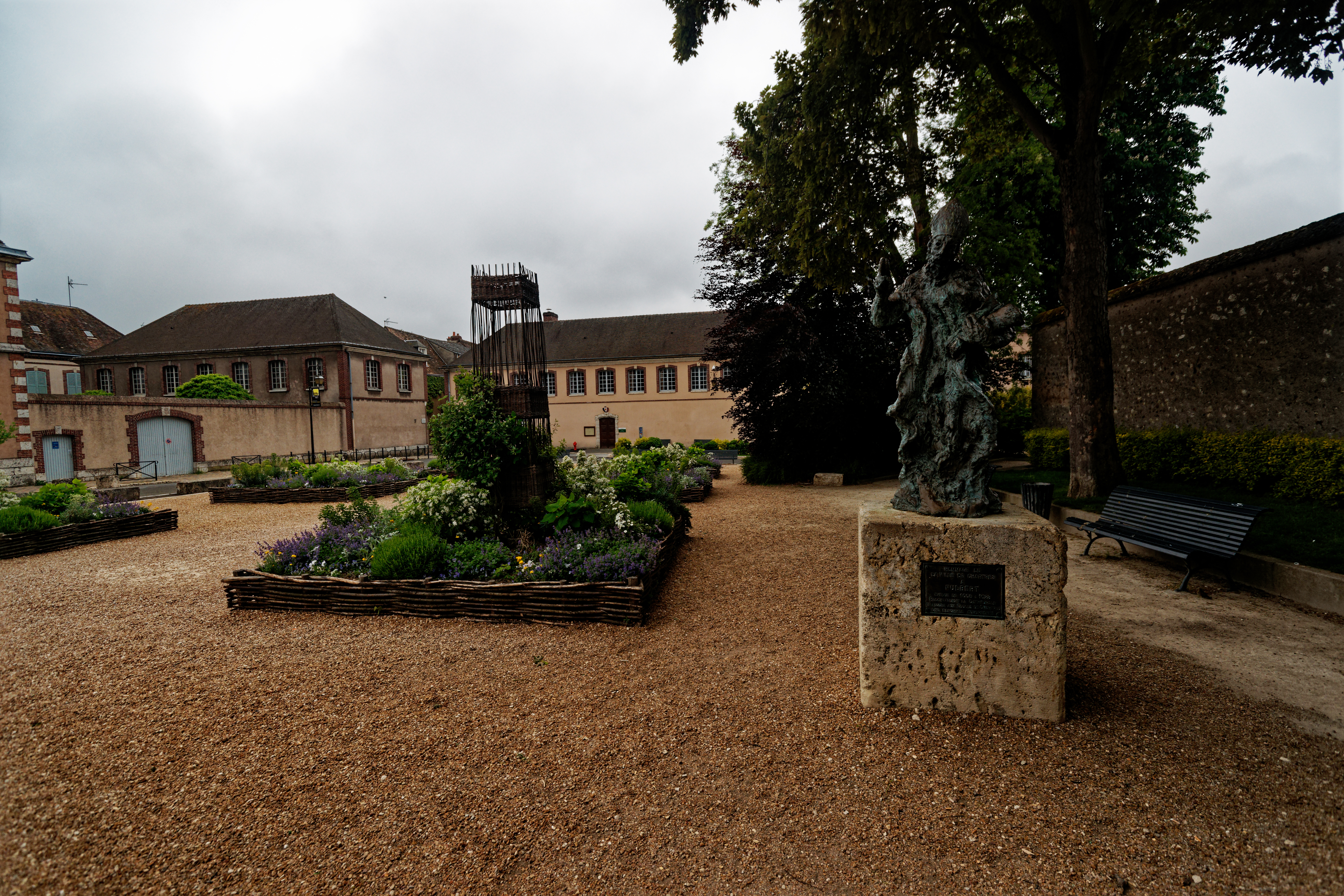
Chartres - Cloître Notre-Dame - Vista SW da estátua de Fulbert de Chartres 1997 de Bernard Damiano.

## Eventos
- 27 de Janeiro - Descobre-se que museus franceses continham aproximadamente 2000 peças de arte roubadas dos Nazistas.

## Nascimentos
| Data | Nome | Profissão | Nacionalidade | Observações | Ref |
| ---- | ---- | --------- | ------------- | ----------- | --- |

## Mortes
| Data            | Nome                                | Profissão               | Nacionalidade    | Observações | Ref   |
| --------------- | ----------------------------------- | ----------------------- | ---------------- | ----------- | ----- |
| 24 de fevereiro | Américo Marinho                     | pintor                  | Portugal         | n. 1913     | [ 1 ] |
| 15 de março     | Victor Vasarely                     | pintor e escultor       | Hungria / França | n. 1908     |       |
| 19 de março     | Willem De Kooning                   | pintor                  | Países Baixos    | n. 1904     |       |
| 16 de abril     | Roland Topor                        | pintor, escritor e ator | França           | n. 1938     |       |
| 18 de maio      | Mikhail Anikushin                   | escultor                | União Soviética  | n. 1917     |       |
| 13 de junho     | Al Berto                            | poeta, editor e pintor  | Portugal         | n. 1948     |       |
| 6 de julho      | Oswaldo Arthur Bratke               | arquiteto               | Brasil           | n. 1907     |       |
| 22 de setembro  | Manabu Mabe                         | pintor                  | Japão / Brasil   | n. 1924     |       |
| 29 de setembro  | Roy Lichtenstein                    | pintor                  | Estados Unidos   | n. 1923     |       |
| 2 de outubro    | Héctor Julio Páride Bernabó(Carybé) | desenhista e pintor     | Argentina        | n. 1911     |       |
| ??              | Francisco Relógio                   | pintor                  | Portugal         | n. 1926     | [ 2 ] |

## Prémios
- Prémio Príncipe das Astúrias das Artes - Vittorio Gassmann[3]
- Prémio Pritzker - Sverre Fehn[4]
- Prémio Valmor e Municipal de Arquitectura 1997 - João M. H. Duarte Ferreira e Miguel Sousa[5].